# Дермек, Аурель
Аурель Дермек (словац. Aurel Dermek; 1929—1989) — словацкий миколог. Школу окончил в городе Малацки на западе Словакии. Высшее образование получил в Братиславе. Собирал микологические коллекции, написал несколько книг о грибах Словакии.

## Работы
- Наши грибы // «Naše huby» (1967)
- Съедобные грибы // «Hríbovité huby» (1974)
- Познаём грибы // «Poznávajme huby» (1974)
- Атлас наших грибов // «Atlas наших húb» (1977)
- Малый атлас грибов // «Malý atlas húb» (1980)